# باداک
باداک (انگلیسی: Badak) شرکت گاز اندونزیایی است، که در سال ۱۹۷۴ توسط شرکت پرتامینا تأسیس شد.